# マリーヤ・ヤレムチューク
マリーヤ・ナザーリウナ・ヤレムチューク（ウクライナ語:Марі́я Наза́рівна Яремчу́к / Mariya Nazarivna Yaremchuk、1993年3月2日 - ）は、ウクライナ・チェルニウツィー州のチェルニウツィー出身の歌手である。

## 来歴
1993年、チェルニウツィーにて、歌手ナザリー・ヤレムチュークの娘として生まれる。父親のナザリーは、マリーヤが2歳のときにガンで死去している。種違いの姉、および母親違いの2人の兄弟がいる。
2012年、音楽タレント番組『ザ・ヴォイス』のウクライナ版『ホロス・クライニ』の決勝まで勝ち進んだ。また同年、若手歌手による国際的な歌唱コンテスト・ニュー・ウェーブにウクライナ代表として出場し、3位に入賞する。
2013年12月21日、ユーロビジョン・ソング・コンテスト2014のウクライナ代表選考にて優勝を果たし、2014年5月にデンマークのコペンハーゲンで開催される同大会のウクライナ代表となることが決まった。